# Палагью
Палагью или Паддагью, итал. Palaghju, Paddaghju — доисторический памятник на Корсике, недалеко от города Сартен. Это один из крупнейших мегалитических комплексов Средиземноморья, состоящий из 70 менгиров и 258 других мегалитов .
Менгиры были установлены в период между 1900 и 1000 гг. до н.э. Впервые Палагью зарегистрирован Этьеном Мишоном, обнаружившим в 1889 году менгиры, позднее исследователь Роджер Грожан нашёл мегалиты и стелы. Все менгиры имеют форму человеческих фигур, на стелах вырезаны мечи и кинжалы. Также найдены погребальные сундуки эпохи старой бронзы.